# Đại hội Thể thao toàn quốc 2022
Đại hội Thể thao toàn quốc 2022 là sự kiện thể thao diễn ra với 65 đoàn thể thao từ 63 tỉnh thành trên khắp cả nước. Đây là Đại hội Thể thao toàn quốc lần thứ IX kể từ lần đầu tổ chức vào năm 1985. Đại hội diễn ra từ ngày 09 đến 21 tháng 12 năm 2022 tại địa điểm chính là tỉnh Quảng Ninh. Đại hội năm nay có 53 môn thể thao với sự góp mặt của 9.464 vận động viên

## Địa điểm thi đấu
Các trận đấu được tổ chức tại tỉnh Quảng Ninh và 10 tỉnh, thành phố lân cận, gồm: Hà Nội, Bắc Ninh, Hải Phòng, Hải Dương, Nam Định, Ninh Bình, Hòa Bình, Vĩnh Phúc, Bắc Giang, Thanh Hóa.
| Tỉnh/Thành phố | Địa điểm                                                | Nội dung                                                      | Sức chứa                       | TK.   |
| -------------- | ------------------------------------------------------- | ------------------------------------------------------------- | ------------------------------ | ----- |
| Hà Nội         | Khu liên hợp Thể thao Quốc gia                          | Khu liên hợp Thể thao Quốc gia                                | Khu liên hợp Thể thao Quốc gia |       |
| Hà Nội         | Sân vận động Quốc gia Mỹ Đình                           | Điền kinh                                                     | 40.192                         | [ 1 ] |
| Hà Nội         | Cung thể thao dưới nước Mỹ Đình                         | Bơi, Lặn                                                      | 5.800                          | [ 1 ] |
| Hà Nội         | Trung tâm Huấn luyện và Thi đấu Thể dục thể thao Hà Nội |                                                               |                                |       |
| Hà Nội         | Sân bi sắt                                              | Bi sắt                                                        |                                | [ 1 ] |
| Hà Nội         | Trung tâm huấn luyện thể thao quốc gia                  | Bắn súng                                                      |                                | [ 1 ] |
| Hà Nội         | Khác                                                    |                                                               |                                |       |
| Hà Nội         | Nhà thi đấu huyện Gia Lâm                               | Vật                                                           | 2.400                          | [ 1 ] |
| Hà Nội         | Nhà thi đấu huyện Hoài Đức                              | Judo                                                          | 2.000                          | [ 1 ] |
| Hà Nội         | Nhà thi đấu quận Hà Đông                                | Billiards & Snooker                                           | 1.850                          | [ 1 ] |
| Hà Nội         | Khu đô thị Royal City                                   | Bowling                                                       |                                | [ 1 ] |
| Bắc Giang      | Nhà thi đấu thể thao tỉnh Bắc Giang                     | Đẩy gậy, Vật (dân tộc), Kéo co                                | 4.600                          | [ 1 ] |
| Bắc Ninh       | Nhà thi đấu tỉnh Bắc Ninh                               | Boxing                                                        | 3.000                          | [ 1 ] |
| Bắc Ninh       | Nhà thi đấu Trường Đại học Thể dục Thể thao Bắc Ninh    | Bóng ném                                                      | 1.500                          | [ 1 ] |
| Bắc Ninh       | Cụm sân quần vợt Hanaka Paris Ocean Park                | Quần vợt                                                      | 3.000                          | [ 1 ] |
| Hải Dương      | Nhà thi đấu tỉnh Hải Dương                              | Bóng bàn                                                      | 2.300                          | [ 1 ] |
| Hòa Bình       | Phường Dân Chủ, thành phố Hòa Bình                      | Xe đạp địa hình                                               | Không hạn chế                  | [ 1 ] |
| Vĩnh Phúc      | Thành phố Vĩnh Yên                                      | Xe đạp đường trường                                           | Không hạn chế                  | [ 1 ] |
| Hải Phòng      | Trung tâm Huấn luyện Đua thuyền Hải Phòng               | Canoeing, Rowing, Kayak                                       |                                | [ 1 ] |
| Hải Phòng      | Nhà thi đấu Sở Văn hóa và Thể thao Hải Phòng            | Kickboxing, Võ Cổ Truyền, Thể dục aerobic, Thể dục nghệ thuật |                                | [ 1 ] |
| Hải Phòng      | Cung Văn hóa thiếu nhi thành phố Hải Phòng              | Thể hình                                                      |                                | [ 1 ] |
| Nam Định       | Nhà thi đấu tỉnh Nam Định                               | Jujitsu                                                       | 4.000                          | [ 1 ] |
| Ninh Bình      | Nhà thi đấu Ninh Bình                                   | Karate                                                        | 3.040                          | [ 1 ] |
| Thanh Hóa      | Nhà Văn hóa Lao động tỉnh Thanh Hóa                     | Cử tạ                                                         |                                | [ 1 ] |
| Thanh Hóa      | Nhà thi đấu tỉnh Thanh Hóa                              | Cầu mây                                                       |                                | [ 1 ] |
| Thanh Hóa      | Nhà thi đấu Thể thao số 20 Đường Nguyễn Du              | Muay                                                          |                                | [ 1 ] |
| Quảng Ninh     | Quảng trường Sun Carnival Hạ Long                       | Lễ Khai Mạc                                                   | Không hạn chế                  | [ 1 ] |
| Quảng Ninh     | Sân vận động Cẩm Phả                                    | Bóng đá                                                       | 16.000                         | [ 1 ] |
| Quảng Ninh     | Sân vận động Cửa Ông                                    | Bóng đá nữ                                                    | 15.000                         | [ 1 ] |
| Quảng Ninh     | Nhà thi đấu Đại Yên                                     | Bóng chuyền                                                   | 6.105                          | [ 1 ] |
| Quảng Ninh     | Cung Quy hoạch - Hội chợ và Triển lãm tỉnh Quảng Ninh   | Cờ vua                                                        | 1.000                          | [ 1 ] |
| Quảng Ninh     | Khu du lịch Quảng Ninh Gate                             | Cờ tướng                                                      | 800                            | [ 1 ] |
| Quảng Ninh     | Trường Bắn cung, Trung tâm Thể thao tỉnh Quảng Ninh     | Bắn cung                                                      |                                | [ 1 ] |
| Quảng Ninh     | Trung tâm Thể thao tỉnh Quảng Ninh                      | Nhảy cầu                                                      |                                | [ 1 ] |
| Quảng Ninh     | Nhà thi đấu TDTT thành phố Cẩm Phả                      | Taekwondo                                                     |                                | [ 1 ] |
| Quảng Ninh     | Trường TDTT tỉnh Quảng Ninh                             | Wushu, Bóng rổ                                                |                                | [ 1 ] |
| Quảng Ninh     | Nhà thi đấu Công ty than Núi Béo                        | Đấu kiếm, Khiêu vũ thể thao                                   |                                | [ 1 ] |
| Quảng Ninh     | Nhà thi đấu TDTT thị xã Đông Triều                      | Cầu lông                                                      |                                | [ 1 ] |
| Quảng Ninh     | Nhà Thi đấu Công ty than Hà Lầm                         | Bóng rổ                                                       |                                | [ 1 ] |
| Quảng Ninh     | Bãi biển Tuần Châu                                      | Bóng chuyền bãi biển, Bóng ném bãi biển, Ba môn phối hợp      | —                              | [ 1 ] |
| Quảng Ninh     | Sân golf Tuần Châu                                      | Golf                                                          | Không hạn chế                  | [ 1 ] |
| Quảng Ninh     | Nhà thi đấu Công ty Than Mạo Khê                        | Vovinam                                                       |                                | [ 1 ] |
| Quảng Ninh     | Nhà thi đấu Công ty than Đèo Nai                        | Pencak Silat                                                  |                                | [ 1 ] |
| Quảng Ninh     | Quảng trường 30 tháng 10                                | Lân-Sư-Rồng                                                   | Không hạn chế                  | [ 1 ] |
| Quảng Ninh     | Nhà thi đấu Công ty Than Dương Huy                      | Đá cầu                                                        |                                | [ 1 ] |

## Đại hội

### Các đội tham dự
Dưới đây là 65 đoàn thể thao tới từ 63 tỉnh thành trên toàn quốc tham dự Đại hội Thể thao toàn quốc Lần Thứ IX 2022 và số vận động viên của từng đoàn. Tổng số vận động viên tham dự Đại hội lần này là 9.464 vận động viên.
In đậm là chủ nhà
| Các đội tham dự |
| --- |
| - An Giang (167) - Bà Rịa - Vũng Tàu (178) - Bắc Giang (124) - Bắc Kạn (12) - Bạc Liêu (63) - Bắc Ninh (119) - Bến Tre (78) - Bình Định (89) - Bình Dương (285) - Bình Phước (86) - Bình Thuận (89) - Cà Mau (38) - Cần Thơ (112) - Cao Bằng (60) - Công An Nhân Dân (227) - Đà Nẵng (294) - Đắk Lắk (89) - Đắk Nông (21) - Điện Biên (18) - Đồng Nai (254) - Đồng Tháp (129) - Gia Lai (57) - Hà Giang (57) - Hà Nam (67) - Hà Tĩnh (73) - Hải Dương (153) - Hải Phòng (291) - Hậu Giang (54) - Hòa Bình (30) - Hưng Yên (55) - Khánh Hòa (112) - Kiên Giang (40) - Kon Tum (31) - Lai Châu (20) - Lâm Đồng (66) - Lạng Sơn (54) - Lào Cai (40) - Long An (61) - Nam Định (91) - Nghệ An (158) - Ninh Bình (86) - Ninh Thuận (16) - Phú Thọ (64) - Phú Yên (15) - Quân đội (469) - Quảng Bình (36) - Quảng Nam (77) - Quảng Ngãi (51) - Quảng Ninh (268) - Quảng Trị (31) - Sóc Trăng (105) - Sơn La (46) - Tây Ninh (41) - Thái Bình (93) - Thái Nguyên (169) - Thanh Hóa (254) - Thừa Thiên - Huế (166) - Tiền Giang (52) - TP Hà Nội (928) - TP Hồ Chí Minh (853) - Trà Vinh (27) - Tuyên Quang (38) - Vĩnh Long (83) - Vĩnh Phúc (161) - Yên Bái (53) |

### Môn thể thao
- Bắn cung  (chi tiết)

- Bắn súng  (chi tiết)

- Bi-a  (chi tiết)

- Bi sắt  (chi tiết)

- Bowling  (chi tiết)

- Bóng bàn  (chi tiết)

- Bóng chuyền  (chi tiết)

- - Bóng chuyền bãi biển
  - Bóng chuyền trong nhà
- Bóng đá  (chi tiết)

- - Bóng đá nam
  - Bóng đá nữ
  - Bóng đá trong nhà
- Bóng ném  (chi tiết)

- - Bóng ném bãi biển
  - Bóng ném trong nhà
- Bóng rổ  (chi tiết)

- Canoeing  (chi tiết)

- Cầu lông  (chi tiết)

- Cầu mây  (chi tiết)

- Chèo thuyền  (chi tiết)

- Cờ vua  (chi tiết)

- Cử tạ  (chi tiết)

- Đấu kiếm  (chi tiết)

- Đẩy gậy
- Điền kinh  (chi tiết)

- Golf  (chi tiết)

- Ba môn phối hợp  (chi tiết)

- Judo  (chi tiết)

- Jujutsu  (chi tiết)

- Karate  (chi tiết)

- Kéo co
- Khiêu vũ thể thao  (chi tiết)

- Kickboxing  (chi tiết)

- Kurash  (chi tiết)

- Lân - Sư - Rồng
- Muay Thái  (chi tiết)

- Pencak silat  (chi tiết)

- Quần vợt  (chi tiết)

- Quyền Anh  (chi tiết)

- Taekwondo  (chi tiết)

- Thể dục dụng cụ  (chi tiết)

- - Thể dục dụng cụ
  - Thể dục nghệ thuật
  - Thể dục Aerobic
- Thể hình  (chi tiết)

- Thể thao dưới nước
  -  Bơi lội  (chi tiết)

- -  Lặn  (chi tiết)

- -  Nhảy cầu  (chi tiết)

- Vật  (chi tiết)

- Vật dân tộc
- Vovinam  (chi tiết)

- Võ cổ truyền
- Wushu  (chi tiết)

- Xe đạp  (chi tiết)

- - Địa hình
  - Đường trường

## Bảng tổng sắp huy chương
| Hạng                | Đoàn                  | Vàng | Bạc | Đồng | Tổng số |
| ------------------- | --------------------- | ---- | --- | ---- | ------- |
| 1                   | Hà Nội                | 175  | 143 | 157  | 475     |
| 2                   | Thành phố Hồ Chí Minh | 128  | 119 | 143  | 390     |
| 3                   | Quân đội              | 90   | 82  | 95   | 267     |
| 4                   | Thanh Hóa             | 40   | 29  | 63   | 132     |
| 5                   | Đà Nẵng               | 34   | 42  | 50   | 126     |
| 6                   | Đồng Nai              | 32   | 24  | 35   | 91      |
| 7                   | Hải Phòng             | 32   | 18  | 44   | 94      |
| 8                   | Bình Dương            | 29   | 22  | 56   | 107     |
| 9                   | An Giang              | 24   | 23  | 29   | 76      |
| 10                  | Công an Nhân dân      | 22   | 14  | 36   | 72      |
| 11                  | Hải Dương             | 21   | 19  | 28   | 68      |
| 12                  | Quảng Ninh            | 21   | 13  | 35   | 69      |
| 13                  | Cần Thơ               | 20   | 12  | 17   | 49      |
| 14                  | Thái Nguyên           | 18   | 15  | 26   | 59      |
| 15                  | Đồng Tháp             | 16   | 19  | 22   | 57      |
| 16                  | Bắc Ninh              | 15   | 16  | 26   | 57      |
| 17                  | Bắc Giang             | 14   | 11  | 19   | 44      |
| 18                  | Nghệ An               | 13   | 15  | 28   | 56      |
| 19                  | Bà Rịa – Vũng Tàu     | 13   | 13  | 35   | 61      |
| 20                  | Đắk Lắk               | 13   | 9   | 15   | 37      |
| 21                  | Thừa Thiên Huế        | 11   | 13  | 15   | 39      |
| 22                  | Thái Bình             | 11   | 11  | 14   | 36      |
| 23                  | Nam Định              | 11   | 11  | 12   | 34      |
| 24                  | Bạc Liêu              | 11   | 8   | 17   | 36      |
| 25                  | Vĩnh Long             | 10   | 13  | 16   | 39      |
| 26                  | Bình Phước            | 9    | 11  | 18   | 38      |
| 27                  | Vĩnh Phúc             | 9    | 9   | 17   | 35      |
| 28                  | Sóc Trăng             | 9    | 7   | 16   | 32      |
| 29                  | Bình Định             | 8    | 8   | 12   | 28      |
| 30                  | Bến Tre               | 8    | 4   | 8    | 20      |
| 31                  | Hà Tĩnh               | 7    | 13  | 14   | 34      |
| 32                  | Khánh Hòa             | 6    | 11  | 12   | 29      |
| 33                  | Ninh Bình             | 5    | 13  | 11   | 29      |
| 34                  | Quảng Bình            | 5    | 9   | 3    | 17      |
| 35                  | Long An               | 5    | 8   | 6    | 19      |
| 36                  | Hậu Giang             | 5    | 5   | 14   | 24      |
| 37                  | Tiền Giang            | 5    | 4   | 16   | 25      |
| 38                  | Bình Thuận            | 5    | 3   | 12   | 20      |
| 39                  | Phú Thọ               | 4    | 8   | 11   | 23      |
| 40                  | Quảng Nam             | 4    | 7   | 10   | 21      |
| 41                  | Trà Vinh              | 4    | 6   | 8    | 18      |
| 42                  | Hòa Bình              | 4    | 4   | 2    | 10      |
| 43                  | Lâm Đồng              | 3    | 6   | 17   | 26      |
| 44                  | Hưng Yên              | 3    | 4   | 13   | 20      |
| 45                  | Sơn La                | 3    | 4   | 8    | 15      |
| 46                  | Quảng Ngãi            | 2    | 4   | 10   | 16      |
| 47                  | Lạng Sơn              | 2    | 3   | 12   | 17      |
| 48                  | Lào Cai               | 2    | 3   | 10   | 15      |
| 49                  | Hà Nam                | 2    | 3   | 7    | 12      |
| 50                  | Tây Ninh              | 2    | 3   | 6    | 11      |
| 51                  | Kiên Giang            | 2    | 2   | 6    | 10      |
| 52                  | Phú Yên               | 2    | 2   | 3    | 7       |
| 53                  | Gia Lai               | 2    | 1   | 4    | 7       |
| 54                  | Cao Bằng              | 1    | 5   | 3    | 9       |
| 55                  | Quảng Trị             | 1    | 4   | 5    | 10      |
| 56                  | Bắc Kạn               | 1    | 1   | 0    | 2       |
| 57                  | Cà Mau                | 0    | 5   | 16   | 21      |
| 58                  | Tuyên Quang           | 0    | 4   | 12   | 16      |
| 59                  | Hà Giang              | 0    | 4   | 8    | 12      |
| 60                  | Lai Châu              | 0    | 3   | 5    | 8       |
| 61                  | Kon Tum               | 0    | 2   | 4    | 6       |
| 62                  | Đắk Nông              | 0    | 2   | 3    | 5       |
| 63                  | Điện Biên             | 0    | 2   | 2    | 4       |
| 64                  | Yên Bái               | 0    | 1   | 8    | 9       |
| 65                  | Ninh Thuận            | 0    | 0   | 7    | 7       |
| Tổng số (65 đơn vị) | Tổng số (65 đơn vị)   | 954  | 912 | 1392 | 3258    |

## Phát sóng
| Quốc gia | Đơn vị phát sóng                              | Ghi chú                         |
| -------- | --------------------------------------------- | ------------------------------- |
| Việt Nam | Đài Truyền hình Việt Nam                      | Chỉ có lễ khai mạc, bế mạc      |
| Việt Nam | VTVCab                                        | Chỉ môn bóng chuyền và quần vợt |
| Việt Nam | FPT Play                                      | Chỉ môn bóng rổ                 |
| Việt Nam | Đài truyền hình và phát thanh tỉnh Quảng Ninh | Chỉ môn bóng đá nam, bóng đá nữ |
| Việt Nam | Facebook Dancesport Vietnam                   | Chỉ môn Khiêu vũ thể thao       |